# 短管星珊瑚
短管星珊瑚（学名：Tubastraea coccinea）为樹珊瑚科管星珊瑚屬下的一个种。